# 藤本かをる
藤本 かをる（ふじもと かをる、1959年9月7日 - ）は、日本の女性声優。東京都出身。

## 人物
2009年1月まで81プロデュースに所属していた。
声種はソプラノ。
趣味・特技はイタリア語、テニス。

## 出演

### テレビアニメ
- あずきちゃん（勇之助の母）
- はりもぐハーリー（ハーリーの母）
- ヤンボウ ニンボウ トンボウ（団子屋の女主人）

### 吹き替え

#### アニメ
- X-MEN
- おてんばソフィー（ルーシー 他）
- さすらいのザ・レーズンズ（アルティシア）
- ザ・レーズン物語（母）
- バーバパパ世界をまわる（バーバピカリ）
- ミュータント・タートルズ